# Ёксёкю
Ёксёкю (якут. Өксөкү) — многоголовая царь-птица из мифологических представлений якутов и долган, гигантский орёл.
В легендах выполняет роль вещей птицы, к которой могут обратиться за советом. За один раз может проглотить трех коров. Иногда был способен превратиться в человека в доспехах и с крыльями за спиной. В Ёксёкю мог превращаться богатырь Нюргун Боотур из эпоса олонхо. Количество голов могло варьироваться от двух до восьми.
Изображения двуглавого орла Ёксёкю встречались на шаманских бубнах.
Трёхглавый орёл Ёксёкю изображен на мурале гостиницы на территории аэропорта в Якутске.
В 2020 году в честь Ёксёкю был назван новый вид динозавров из семейства Оврипаторидов (Oksoko avarsan).